# Rhododendron 'Nova Zembla'

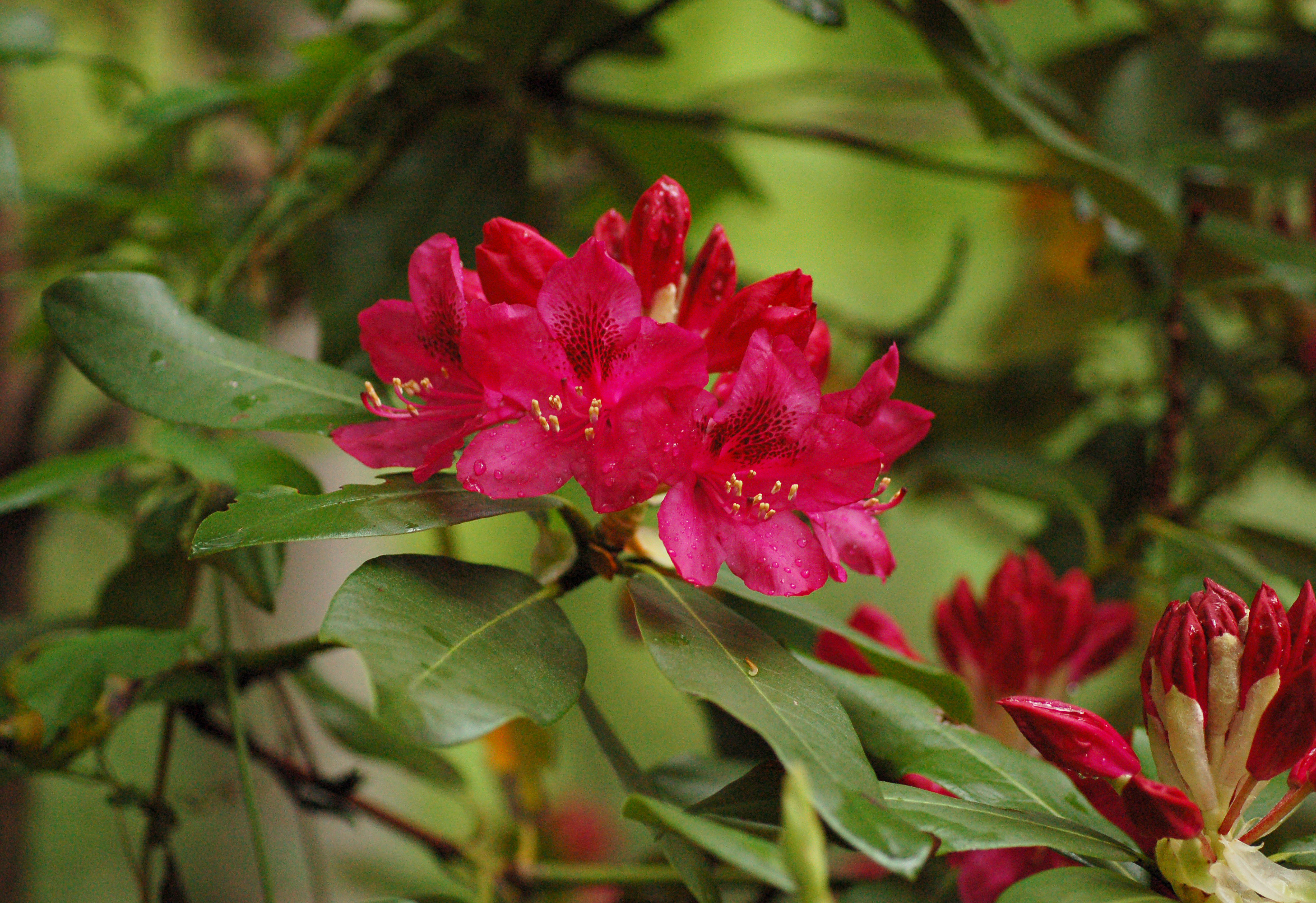

Rhododendron 'Nova Zembla' — сорт зимостойких вечнозелёных рододендронов. 'Nova Zembla' является самым продаваемым из красноцветковых рододендронов, пригодных для выращивания в холодном климате.

## Биологическое описание
Вечнозелёный кустарник среднего срока цветения. В возрасте 10 лет высота куста 140, ширина 160 см. Максимальная высота до 2,5 м.
Листья эллиптические, блестящие, 130 × 45 мм, тёмно-зелёные.
Соцветия шарообразные, несут 13—17 цветков. 
Цветки ярко рубиново-красные, с внутренней части черный рисунок. Аромат отсутствует.

## В культуре
Сорт отличается интенсивным ростом – если растение не придавливаются снегом, за десять лет куст мог бы достичь пары метров в высоту, но оставшиеся над поверхностью снега ветки погибают в сильные морозы. Из-за этого куст становится довольно низким и разрастается в ширину.
Выдерживает понижения температуры до -32 °С. Бутоны вымерзают при -26 °C.